# Гурусадей Датт
Гурусадей Датт (бенг. গুরুসদয় দত্ত; 1882—1941) — индийский общественный деятель, адвокат, фольклорист и писатель. Основатель движения за духовное и социальное возрождение Индии «Братачари» (Bratachari) в 1930-е годы.

## Биография
Гурусадей Датт был сыном Рамакришна Датта Чаудхури (англ. Ramkrishna Dutta Chaudhuri) и Анандамайи Деби (англ. Anandamayee Debi). Его отец родом из деревни Бирасри (англ. Birasri) у Каримганджи округ Силхет, в Восточной Бенгалии (ныне Бангладеш). Члены его семьи были последователями Вайшнавизма. Мальчик потерял отца в возрасте 9 лет и мать, когда ему было 14. После их смерти он не поладил со своим дядей, который был помещиком в селе.
Гурусадей Датт учился в правительственном колледже Силхет и закончил его в 1898 году. Сдав экзамен на адвоката первого класса, он был принят в коллегию адвокатов общества «Грейз ИНН».

### Карьера
Гурусадей Датт до переезда в Калькутту служил на различных должностях в районах Индии Аррах, Хугли, Пабне, Богра, Джессор, Фаридпур, Комилла, Дакка, Барисал, Кхулна, Бирбхум, Банкура, Хаура и Маймансингх. Он был районным судьей, директором, секретарем местного самоуправления. С 1930 по 1933 год он выдвигался в члены Государственного Совета и Центральную законодательную Ассамблею (парламент бывшей провинции Британской Индии).

### Социальная работа

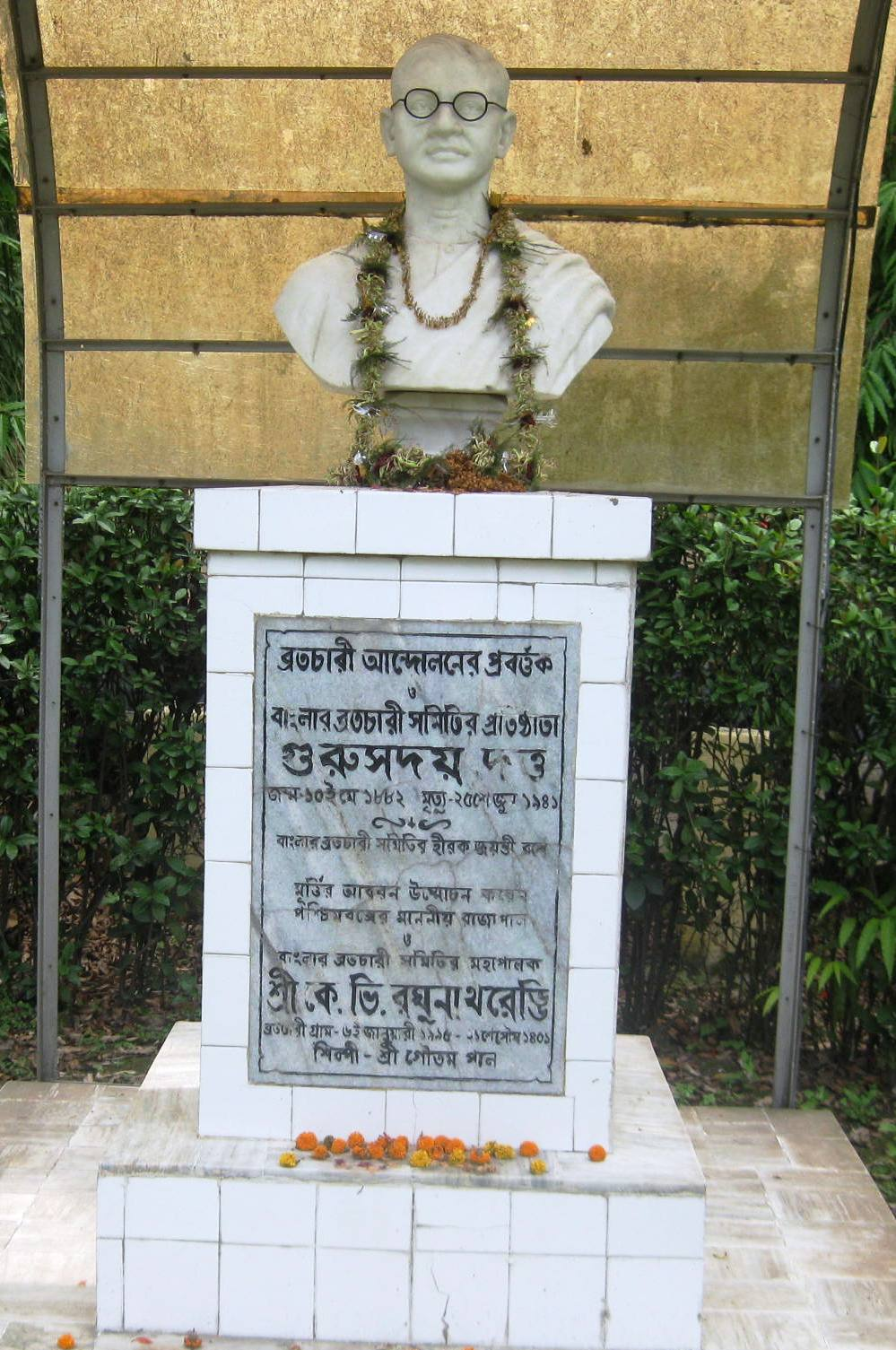
Статуя Гурусадея Датта, Калькутта, Индия.

В юности Датт проявил большой интерес к труду специалистов по социальной работе, принял участие в оказании помощи людям в борьбе с пожарами, помощи населению во время наводнений и других стихийных бедствий. Он был одним из социальных реформаторов первой половины XIX века, которые думали об оказании всевозможных услуг сельской бедноте.
Датт был первым среди гражданских должностных лиц, которые ставили в пример труд, вручную работали с группой последователей по искоренению водного гиацинта — растения, которое заполоняет водоемы и делает воду непригодной для использования и для питья. Датт с группой работников расчищал заиленные оросительные каналы. В те времена это было немыслимым делом для магистрата — работать вручную с народом.
В 1922 году он основал Общество кооперативного полива в Банкура, которое впоследствии было распространено в Маймансингхе и Бирбхуме.
Он возглавлял индийскую делегацию в качестве представителя британского правительства в Индии на заседании сельскохозяйственного института в Риме в 1924 году.
В 1925 году умерла жена Датта. В феврале этого же года он основал Центральный исследовательский институт обучения ремеслам и общего образования для женщин, которые были лишены возможности получить начальное образование и жили в бедности.
В октябре 1925 года он основал журнал Bangalakshmi, который издается до сих пор. В 1929 году Датт основал другой журнал под названием Gramer Daak, который занимается аграрными и сельскими вопросами.

### Противоречия
Независимость мышления и неукротимый дух Гурусадея Датта привели его к конфликту с правительством Великобритании. В 1928 году в г. Хаура он осудил стрельбу полиции по толпе протестующих, возглавленную британским офицером. Этот вопрос был поднят в Британской палате лордов и лорд Биркенхед, Государственный секретарь по Индии, вынужден был отвечать на гневные вопросы коллег. Британцы хотели наказать Датта, за то что он посмел усомниться в действиях Британского правительства. В итоге в качестве наказания он был переведен из Хауры в Маймансингх.

### Семья
Датт был женат на Сародж Налини Датт, дочери Бражендранат Де, от которой у него был сын Бирендрасадей Датт (англ. Birendrasaday Dutt).
Его невестка Ароти Датт стала известным социальным работником. Гурусадей Датт имел внука Девсадей Датта и правнуков — Ражсадей Датта и Шивсадей Датта.

### Смерть и память
Гурусадей Датт умер в возрасте 59 лет от рака. Его портрет украшает стены Mahajati Sadan в Калькутте.
Биографию Датта в Бангладеш написали Шанкар Прасад Де, Амитабха Чоудхури, Шаикат Азгар, Нареш Банерджи и Хабиб Ахмед Датта Чоудхури.
Медаль в его честь, известная как «медаль Гурусадей Датта» наряду с денежной премией была учреждена его внуком Девсадей Даттом. Медаль, начиная с 2008 года, присуждается ученику, который лучше всех сдал аспирантский экзамен географии в Университете Калькутты.
В Калькутте учреждена стипендия Гурусадея Датта для студентов, продолжающих обучение в аспирантуре.
Его статьи, опубликованные в 1930-е годы в таких изданиях, как Prabashi, Banglar Shakti, Bangalakshmi и Aloka (на Бенгальском языке) были переизданы в книге с названием Banglar Lokashipla О’Lokanritya в августе 2008 года.

## Вклад в искусство и культуру
Датт провел всю жизнь, собирая и изучая предметы искусства и рукоделия в самых отдаленных уголках сельской Бенгалии, занимался сбором предметов народного искусства, таких как картины, свитки, терракотовые панели, каменные скульптуры, предметы с резьбой по дереву, куклы и игрушки, пресс-формы, используемые для изготовления лекал.
Датт также много писал о народной культуре.

## Основанные Даттом организации
- Коллектив народного танца и народной музыки Маймансингх (1929)
- Pallisampad Ракша Самити (1931)
- «Bratachari Lokanritya Samiti» (1932)
- Южное индийское общество Братахари (Bratachari) (1932)
- «Общество Sarbabharatiya Bratachari».
- В 1941 году он основал движение за духовное и социальное совершенствование. Движение было направлено на создание чувства мирового гражданства, национального самосознания людей, независимо от касты, вероисповедания, пола и возраста. Движение было направлено на воспитание ума и тела, заставляло людей работать на национальное и индивидуальное совершенствование на основе активизации традиционной и народной культуры, особенно народного танца и народной песни.

## Публикации
Гурусадей Датт написал много книг и статей, которые перечислены ниже. Последняя его книга — «Banglar Lokashilpa О’Lokanritya» (на Бенгальском языке) представляет собой сборник его очерков и статей о народном творчестве и народных танцах Бенгалии в различных журналах в период между 1928 и 1941 годами. Книга была опубликована в Subhromani и Субхадра в 2008 году.
- Bhajar Banshi (1922) (in Bengali) (Книга для детей)
- Palli Sangskar (in Bengali) (1925)
- Village Reconstruction (1925)
- Agricultural Organisation and Rural Reconstruction in Bengal (1919)
- Ganer Saji (in Bengali) (1932)
- «Индийские фольклорные танцы и фольклорное движение» (Indian Folk Dance and Folklore Movement) (1933)
- Bratachari Synthesis (in Bengali) (1937)
- Patuya Sangit (in Bengali) (1939)
- Bratacharir Marmakatha (in Bengali) (1940)
- «Женщины Индии» (A Woman of India) (1941)
- «Bratachari: его цель и смысл» (Bratachari: Its Aim and Meaning) (1942)
- «Фольклорные танцы Бенгалии» (The Folk Dances of Bengal) (1954)
- Shrihatter Lokasangit (in Bengali) (1966)
- Folk Arts and Crafts of Bengal (1990)[2]
- Art of Kantha (1995)
- Banglar Lokashilpa o Lokanritya (in Bengali) (Calcutta: Chatim Books, 2008)
- Goraey Golod (in Bengali)
- Gramer Kaajer ka kha Ga(in Bengali)
- Saroj Nalini
- Palli Sanskar O Sangathan(in Bengali)
- Paaglamir Puthi(in Bengali)
- Purir Mahathwa(in Bengali)
- Gaaner Saaji(in Bengali)
- Banglar Samrik Krira(in Bengali)
- Chaander Buri(in Bengali)
- Bratachari Shakhaa(in Bengali)
- Bratachari Marmakatha(in Bengali)
- Patua Sangeet(in Bengali)
- Bratachari Parichoy(in Bengali)
- Srihotter Lokageeti(in Bengali)
- Banglar Bir Jodha Raebeshe(in Bengali)